# ماریا شستاک
ماریا شستاک (سیریلیک صربی: Марија Шестак؛ زادهٔ ۱۷ آوریل ۱۹۷۹) ورزشکار پرش سه‌گام اهل اسلوونی و یوگسلاوی بود.
وی در مسابقات کشوری و بین‌المللی در مجموع برندهٔ ۵ مدال نقره، ۲ مدال برنز شده‌است.